# Rambla (Elodie)
Rambla è un singolo della cantante italiana Elodie, pubblicato il 12 ottobre 2018 come secondo estratto dal terzo album in studio This Is Elodie.
Il singolo ha visto la collaborazione del rapper italiano Ghemon.

## Descrizione
Il pezzo, scritto da Davide Simonetta e Alessandro Raina, vede per la prima volta Elodie collaborare con Ghemon. In un'intervista rilasciata a Cosmopolitan, Elodie ha raccontato il significato del brano e l'ispirazione per le sonorità:

## Accoglienza
Fanpage.it ha riportato che il brano «non mette in mostra l'eventuale lato ballad della cantante» ma, come il precedente singolo, «spinge sull'accelleratore, con un ritornello super catchy e radiofonico» con sonorità che mescola pop ed elettronica. Riguardo alla collaborazione, sebbene la trovi «azzeccata», riporta che viene «lasciato uno spazio troppo ridotto» a Ghemon.

## Video musicale
Il videoclip, diretto da Enea Colombi, è stato pubblicato lo stesso giorno dell'uscita della canzone, attraverso il canale Vevo di Elodie.

## Tracce
1. Rambla – 3:20 (Alessandro Raina, Davide Simonetta)

## Classifiche
| Classifica (2018)         | Posizione massima |
| ------------------------- | ----------------- |
| Italia (airplay)          | 39                |
| Italia (airplay italiane) | 21                |